# 華盛証券
華盛証券，前身是聚盈証券，是一家總部位於香港的互聯網券商。它於2010年成立，隸屬於新浪公司。2016年，該公司推出交易平臺“華盛通”。
2017年，華盛証券從新浪獲得5500萬美元的融資。它作為承銷商幫助第一高中教育集團、波奇寵物、荔枝等公司在美國完成上市。

## 華盛通app遭整改
2024年3月8日起，華盛証券旗下華盛通app停止其在中國大陸地區的運營。該款app已從中國內地應用商店下架。此前，富途控股和老虎證券均在中國境內應用商店下架了app。《21世紀經濟報道》將包括華盛証券等在內的券商稱之為“無照駕駛的跨境互聯網券商”。